# Satoshi Iwahashi
Satoshi Iwahashi (japanisch 岩橋 聡志 Iwahashi Satoshi; * 2. September 1995) ist ein japanischer Fußballspieler.

## Karriere
Satoshi Iwahashi stand bis Februar 2021 beim Khangarid FC in der Mongolei unter Vertrag. Wo er vorher gespielt hat, ist unbekannt. Der Verein aus Erdenet spielte in der ersten mongolischen Liga, der National Premier League. Im März 2021 wechselte er zum Ligakonkurrenten Athletic 220 FC. Am Saisonende feierte er mit dem Verein aus Ulaanbaatar die mongolische Meisterschaft und er absolvierte auch zwei Partien im AFC Cup. Nach dem Titelgewinn verließ er den Verein und wechselte Anfang 2022 nach Laos zum Young Elephants FC. Mit dem Verein aus der Hauptstadt Vientiane spielte er in der ersten Liga, der Lao Premier League. Dort blieb er allerdings nur drei Monate und schloss sich dann den mongolischen Erstligisten Tuv Buganuud an. Hier stand er bis Ende Januar 2023 unter Vertrag. Ende Januar 2023 zog es ihn nach Australien, wo er bei dem unterklassigen Verein Sydenham Park SC spielt.

## Erfolge
Athletic 220 FC 
- Mongolischer Meister: 2021